# Наглер, Геральд
Геральд Наглер (10 декабря 1929, Вена, Австрия — 23 июля 2022) — австрийско-шведский предприниматель. Активист движения в защиту прав человека.

## Биография
В возрасте двух лет переехал с родителями в Стокгольм, где окончил школу и начал работать на одном из основанных его отцом предприятий. В 1977 году совершил длительную поездку в Советский Союз, где он вместе с академиком Андреем Сахаровым и его женой Еленой Боннер выступал в защиту советских евреев.
Являлся одним из основателей Международной Хельсинкской федерации защиты прав человека в Вене, которую он возглавлял с 1982 по 1992 годы.
С 1992 по 2004 гг. руководил работой шведского отдела Хельсинкского комитета по защите прав человека, в последующем являлся его почётным президентом.
С 2009 года — член Интернационального Совета Австрийской службы за границей.
Скончался 23 июля 2022 года.